# Memoriál Kamily Skolimowské
Memoriál Kamily Skolimowské (neboli Festival házení Kamily Skolimowské) je atletický mítink, který se koná v Polsku. Mítink se koná v červenci na Slezském stadionu v polském Chořove, je pořádán Nadací Kamily Skolimowské.
Zahajovací ročník se konal na stadionu RKS Skra ve Varšavě v roce 2009, další ročníky se konaly na varšavském stadionu Orzeł, dokud se v roce 2014 nepřestěhoval na Národní stadion. Od roku 2018 se setkání přesunulo do Chorzówa. V roce 2020 bylo setkání součástí inauguračního World Athletics Continental Tour .

## Rekordy mítinku

### Muži
| Disciplína                 | Výkon             | Atlet                                     | Datum rekordu                       |
| -------------------------- | ----------------- | ----------------------------------------- | ----------------------------------- |
| Běh na 100 metrů           | 9,87              | Ronnie Baker Fred Kerley Kishane Thompson | 22. 8. 2018 25. 8. 2024 16. 8. 2025 |
| Běh na 200 metrů           | 19,83             | Letsile Tebogo                            | 25. 8. 2024                         |
| Běh na 400 metrů           | 44,04             | Wayde van Niekerk                         | 16. 7. 2023                         |
| Běh na 800 metrů           | 1:41,86           | Marco Arop                                | 25. 8. 2024                         |
| Běh na 1000 metrů          | 2:21,01           | Marcin Lewandowski                        | 14. 9. 2019                         |
| Běh na 1500 metrů          | 3:27,14           | Jakob Ingebrigtsen                        | 16. 7. 2023                         |
| Běh na 3000 metrů          | 7:17,55           | Jakob Ingebrigtsen                        | 25. 8. 2024                         |
| Běh na 110 metrů překážek  | 13,03             | Orlando Ortega Cordell Tinch              | 23. 8. 2014 16. 8. 2025             |
| Běh na 400 metrů překážek  | 46,28 Rekord DL   | Karsten Warholm                           | 16. 8. 2025                         |
| Běh na 3000 metrů překážek | 8:03,16           | Soufiane El Bakkali                       | 16. 7. 2023                         |
| Skok do výšky              | 236 cm            | Mutaz Essa Baršim                         | 16. 7. 2023                         |
| Skok o tyči                | 6,26 m            | Armand Duplantis                          | 25. 8. 2024                         |
| Skok daleký                | 8,13 m (+0,6 m/s) | Miltiadis Tentoglou                       | 6. 8. 2022                          |
| Trojskok                   | 17,53 m (0,0 m/s) | Andy Díaz                                 | 6. 8. 2022                          |
| Vrh koulí                  | 22,70 m           | Ryan Crouser                              | 6. 9. 2020                          |
| Hod diskem                 | 67,40 m           | Robert Harting                            | 23. 8. 2014                         |
| Hod kladivem               | 82,47 m           | Paweł Fajdek                              | 28. 8. 2016                         |
| Hod oštěpem                | 97,76 m           | Johannes Vetter                           | 6. 9. 2020                          |

### Ženy
| Disciplína                | Výkon                      | Atletka                                                   | Datum rekordu          |
| ------------------------- | -------------------------- | --------------------------------------------------------- | ---------------------- |
| Běh na 100 metrů          | 10,66                      | Shelly-Ann Fraserová-Pryceová Melissa Jefferson-Woodenová | 6. 8. 2022 16. 8. 2025 |
| Běh na 200 metrů          | 21,84                      | Shericka Jacksonová                                       | 6. 8. 2022             |
| Běh na 400 metrů          | 48,66                      | Marileidy Paulinová                                       | 25. 8. 2024            |
| Běh na 800 metrů          | 1:54,74                    | Keely Hodgkinsonová                                       | 16. 8. 2025            |
| Běh na 1000 metrů         | 2:31,24                    | Nelly Chepchirchirová                                     | 25. 8. 2024            |
| Běh na 1500 metrů         | 3:50,62                    | Gudaf Tsegayová                                           | 16. 8. 2025            |
| Běh na 3000 metrů         | 8:07,04 Rekord DL          | Faith Kipyegonová                                         | 16. 8. 2025            |
| Běh na 100 metrů překážek | 12,19 (+1,4 m/s) Rekord DL | Masai Russellová                                          | 16. 8. 2025            |
| Běh na 400 metrů překážek | 51,91                      | Femke Bolová                                              | 16. 8. 2025            |
| Skok daleký               | 644 cm                     | Tereza Dobija                                             | 25. 8. 2013            |
| Trojskok                  | 15,18 m                    | Yulimar Rojasová                                          | 16. 7. 2023            |
| Skok do výšky             | 200 cm                     | Jaroslava Mahučichová                                     | 15. 8. 2025            |
| Skok o tyči               | 4,70 m                     | Marie-Julie Bonninová                                     | 15. 8. 2025            |
| Vrh koulí                 | 20,38 m                    | Chase Ealeyová                                            | 6. 8. 2022             |
| Hod diskem                | 57,19                      | Joanna Wiśniewska                                         | 23. 8. 2014            |
| Hod kladivem              | 82,98 m                    | Anita Włodarczyková                                       | 28. 8. 2016            |
| Hod oštěpem               | 67,04                      | Haruka Kitaguchiová                                       | 16. 7. 2023            |